# ولاية كايانغيل

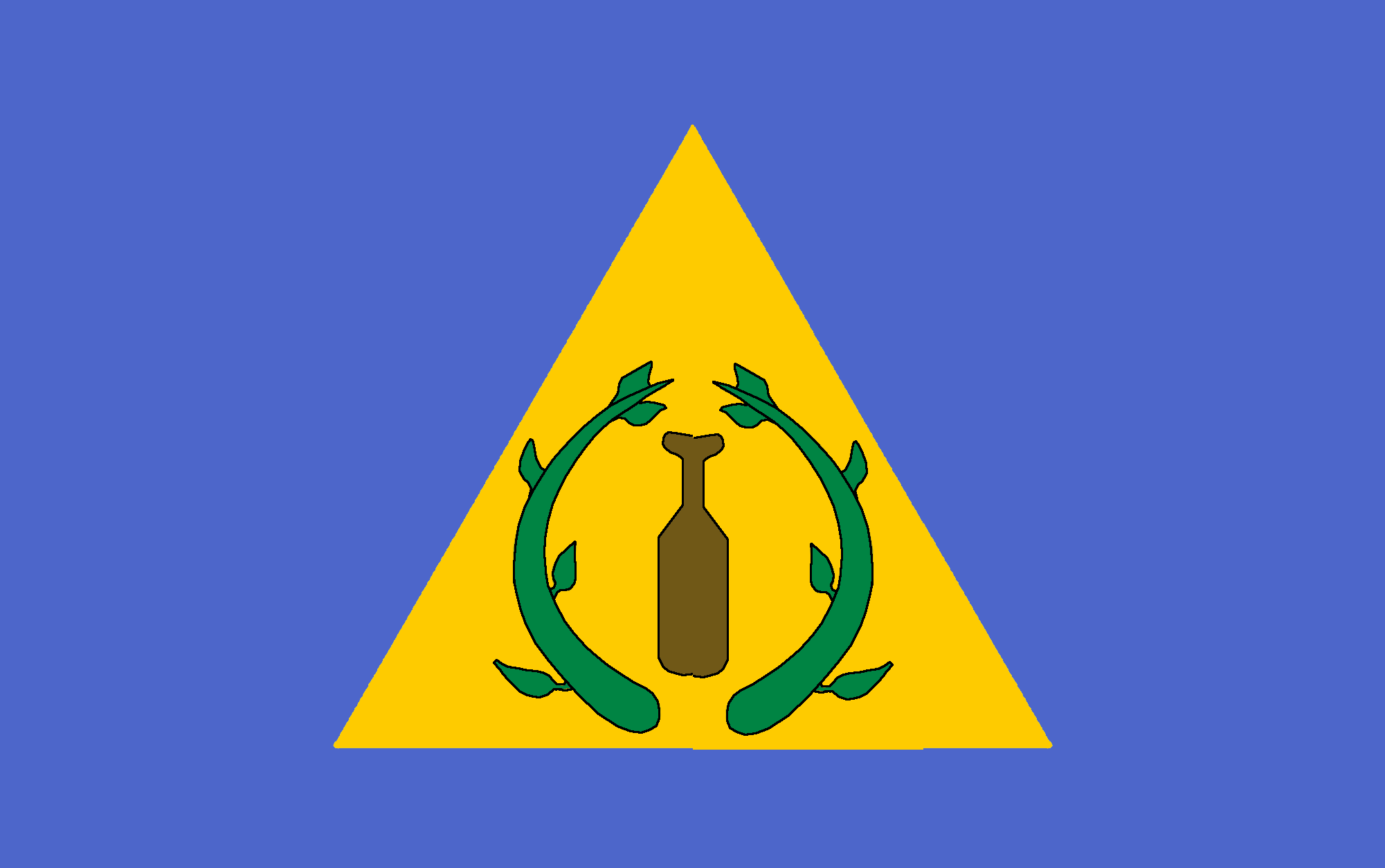
علم منطقة كايانغيل

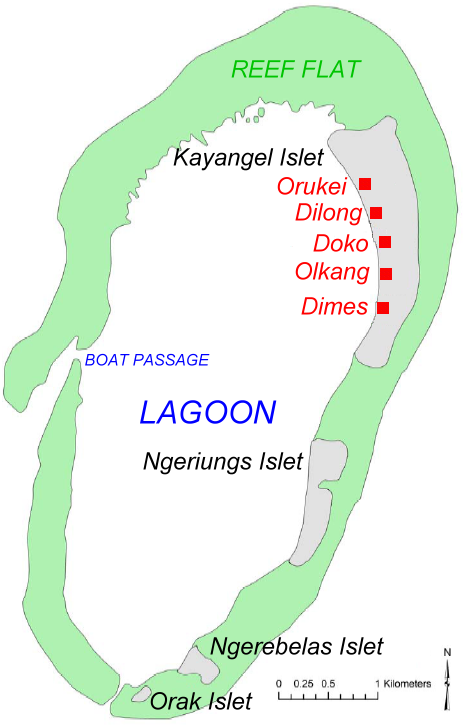
جزيرة كايانغيل

كايانغيل (بالإنجليزية: Kayangel)‏ أو (Ngcheangel) هي ولاية تقع شمال بالاو تقع شمال مدينة كورور وتبعد 24 كم (15 ميل). مساحة الأرض حوالي 1.4 km2 أو (0.54 ميل مربع).
بلغ تعداد السكان 138 نسمة (تعداد 2000). وتتكون الولاية من ثلاث جزر مرجانية في ولايات مختلفة من التنمية: